# Брыль, Янка
Я́нка Брыль (Иван Антонович Брыль, бел. Іван Антонавіч Брыль; 22 июля (4 августа) 1917, Одесса — 25 июля 2006, Минск) — белорусский советский писатель и переводчик. Народный писатель Белорусской ССР (1981). Лауреат Сталинской премии третьей степени (1952). Лауреат Государственной премии Белорусской ССР имени Якуба Коласа (1982).

## Биография
Родился 22 июля (4 августа) 1917 года в Одессе в семье железнодорожника.
В 1922 году вместе с родителями переехал на их родину в Западную Беларусь (дер. Загора (Загорье) Кореличского района Гродненской области, в то время — Польша). В 1931 году окончил польскую семилетнюю школу, поступил в гимназию, однако не мог в ней учиться из-за материальных затруднений, занимался самообразованием. C 1938 года публиковал стихи и публицистику в виленском белорусском журнале «Шлях моладзі» («Путь молодёжи»).
В 1939 году призван в польскую армию, служил в морской пехоте. В сентябре 1939 года под Гдыней попал в немецкий плен, осенью 1941 бежал и вернулся на родину; присоединился к советским партизанам. С октября 1942 года — связной партизанской бригады имени Жукова, с марта по июль 1944 года — партизан-разведчик бригады «Комсомолец», редактор газеты «Сцяг свабоды» («Знамя свободы», орган Мирского подпольного райкома ВКП(б)) и сатирического листка «Партызанскае жыгала» («Партизанское жало»). С октября 1944 года жил в Минске, работал в редакции газеты-плаката «Раздавім фашысцкую гадзіну» («Раздавим фашистскую гадину»), журналах «Вожык» («Ёжик»), «Маладосць» («Молодость»), «Полымя» («Пламя»), в Государственном издательстве Белорусской ССР.
C 1945 года член СП СССР. В 1966—1971 — секретарь правления Союза писателей Белорусской ССР. Дважды избирался депутатом Верховного Совета Белорусской ССР (1963—1967, 1980—1985). Председатель Белорусского отделения общества «СССР — Канада» (1967—1990), член Белорусского ПЕН-центра с 1989. Почетный член Национальной академии наук Беларуси (1994)..
Янка Брыль скончался 25 июля 2006 года. Похоронен в Колодищах.

## Творчество
Янка Брыль начал писать в возрасте четырнадцати лет, но дебютировал в печати только в 1938 году. Творческая деятельность писателя началась со стихов, не принесших автору особого успеха, и с рассказов, в которых талант писателя проявился очень ярко и многообразно. В 1946 году вышла первая книга Я. Брыля под названием «Рассказы», в которую вошли несколько рассказов и повесть «В семье», посвящённых жизни западнобелорусского села. Художественную летопись любимого писателя Наднямонни продолжают его второй сборник «Неманские казаки» (1947), а также повесть «Сиротский хлеб», работу над которой он начал ещё до войны, «На болоте дня» (1950, Государственная премия СССР 1952) и «На Быстранке» (1955). Уже первые произведения выделяют Я. Брыля как оригинального мастера лирико-психологической прозы, хорошего знатока просторечия. Лирическая повесть Я. Брыля «Галя» (1953) много раз переводилась в разных странах мира.
Писатель также обратился к теме Великой Отечественной войны. Его повесть «Мать» (сборник «Надпись на срубе», 1958) стала классикой белорусской литературы — героиня не побоялась дать приют измученным красноармейцам. Тема войны нашла отражение в рассказах Я. Брыля из сборника «Продолжение разговора», получивших в 1963 году литературную премию Коласа. В начале 1960-х был опубликован знаменитый роман Брыля «Птицы и гнёзда». Это одно из самых автобиографичных произведений писателя явилось принципиально новым словом в жанре романа, который сам автор назвал «книгой одной юности» (бел. кніга адной маладосці). Стилистические искания Я. Брыля породили оригинальное сочетание эпических и лирико-психологических элементов, необычное для традиционной реалистической прозы того времени напряжённое и эмоциональное направление.
Уникальной в мировой литературе стала документальная повесть «Я из деревни огненной» (1975), созданная Я. Брылем совместно с А. Адамовичем и В. Колесником. Отличительной чертой и природной мудростью белорусов выделяются такие замечательные рассказы Я. Брыля, как «Нижние Байдуны» (1975) и «Звезда, увиденная издалека» (1978, Коласовская Государственная премия БССР, 1982). Рассказ «Нижние Байдуны» с первой до последней страницы воспринимается как своеобразная поэтическая песня о близких автору людях, его земляках. В этом произведении особенно чувствуется присущая творчеству Я. Брыля автобиографичность. Рассказ «Золак, вид издалека» рассказывает о детстве в западно-белорусской деревне. Критики отмечают, что в белорусской литературе этому произведению почти нет равных.
Сильное место в творчестве Брыля занимают лирические миниатюры, которые он начал издавать в середине 1960-х годов и которые составили книги «Горсть солнечных лучей» (1965), «Витражи» (1972), «Мясник хлеба» (1977), «Сегодня». и память" (1985), «Пишу, как живу» (1994), «Вечер» (1994), «Где твоё сокровище» (1997), «Дороги, дороги, просторы» (2001), «Синяя свеча». (2004), Росток (2006). Миниатюры Я. Брыля основаны на обычных конкретных фактах, которые писатель не только воспроизводит, но и передаёт свои впечатления от них, свое глубокое, всегда неповторимое и личное, оригинальное их понимание. Именно в жанре лирической миниатюры писатель чувствовал себя наиболее раскрепощенно.
Миниатюры были своеобразной книгой его жизни, лирической исповедью признанного мастера о себе и мире, о самых близких людях, о ярких и печально-трагических проявлениях жизни.
Все произведения Брыля проникнуты глубоким, чистым чувством к родине. Искреннее, честное служение Родине, родному народу было главной целью и смыслом его жизни. У него есть такие мудрые слова: «Если бы белоруса заставили быть белорусом, он был бы великим белорусом!»
Переводы
Я. Брыль также известен как переводчик с русского, украинского и польского языков. Перевел на белорусский язык отдельные произведения Л. Н. Толстого, А. П. Чехова, М. Горького, П. П. Бажова (рус.), А. П. Довженко, О. Вишни, П. Козланюка (укр.), Т. Ружевича, Б. Пруса, М. Конопницкой, Э. Ожешко, Э. Брылля, Я. Ивашкевича, А. Цанткевич, Ч. Цанткевича (пол.) и многие другие.
Произведения Брыля переведены на многие языки народов СССР и зарубежья.

## Семья
Дочери Галина и Наталья, и сын Андрей
Внук — Антон Франтишек Брыль (род. 1982), поэт и переводчик на белорусский язык.
Внучка — Мадярская Данута Григорьевна, учитель начальных классов в Средней школе № 4 г. Минска

## Награды и премии
- два ордена Трудового Красного Знамени (1967, 1977)
- орден Отечественной войны II степени (1985)
- орден Дружбы народов (1987)
- орден «Знак Почёта» (1955)
- Медаль Франциска Скорины (1991)
- награждён советскими и польскими медалями
- Народный писатель Белорусской ССР (1981)
- Сталинская премия третьей степени (1952) — за повесть «У Забалоцці днее» («В Заболотье светает») (1950)
- Государственная премия Белорусской ССР имени Якуба Коласа (1982) — за повесть «Золак, убачаны здалёк» («Заря, увиденная издалека»).
- Литературная премия имени Якуба Коласа (1963) — за книгу «Працяг размовы» («Продолжение разговора»)
- В Польше награждён премиями — за переводы польской литературы и укрепление дружбы между народами им. В. Петшака (1972) и авторского объединения «ЗАИКС» (1975)
- Почётная грамота Президиума Верховного Совета Республики Беларусь (1 апреля 1996) — за большой личный вклад в развитие и расширение контактов между общественностью Беларуси и мировым сообществом[2]

## Произведения
Перу Янки Брыля принадлежат сборники «Апавяданні» («Рассказы», 1946), «Зелёная школа», «Липка и клёник», «Вераснёвая рунь» («Сентябрьская озимь», 1949), «Пачатак сталасці» («Начало зрелости», 1957), «Працяг размовы» («Продолжение разговора», 1962), «Акраец хлеба» («Краюха хлеба», 1977), «Сёння і памяць» («Сегодняшний день и память», 1985), «Ад сяўбы да жніва» («От сева до жатвы», 1987), повести «Сірочы хлеб» («Сиротский хлеб»), «У Забалоцці днее» («В Заболотье светает», 1950), «На Быстранцы» («На Быстрянке», 1955), «Мой край родной» (1960), «Ещё раз первый снег» (1970), «Ніжнія Байдуны» («Нижние Байдуны», 1975), «Золак, убачаны здалёк» («Заря, увиденная издалека», 1978), роман «Птушкі і гнёзды» («Птицы и гнезда», 1963), книги лирических миниатюр «Жменя сонечных промняў» («Горсть солнечных лучей», 1965), «Вітраж» («Витраж», 1972), «Муштук i папка» («Мундштук и папка», 1990). В соавторстве с Алесем Адамовичем и Владимиром Колесником написал документальную книгу «Я из огненной деревни…» (1975). Издал несколько книг прозы для детей, сборники литературно-критических статей.

## Переводы
Янка Брыль известен также как переводчик с русского, украинского и польского языков. В его переводе на белорусский язык вышли отдельные произведения Л. Н. Толстого, А. П. Чехова, М. Горького, П. П. Бажова и мн. др.

## Основные публикации
- Збор твораў. [Собрание сочинений] Т. 1-5. Минск: Мастацкая літаратура, 1979—1981.
- Выбраныя творы. [Избранные сочинения] Т. 1-3. Минск: Мастацкая літаратура, 1992—1993.
- Пішу як жыву: Аповесць, апавяданні, мініяцюры, эсэ. [Пишу, как живу: Повесть, рассказы, миниатюры, эссе] Минск: Мастацкая літаратура, 1994.
- Вячэрняе: Лірычныя запісы і мініяцюры. [Вечернее: Лирические записки и миниатюры] Минск: Мастацкая літаратура, 1994.
- Дзе скарб ваш: Лірычная проза. [Где ваше сокровище: Лирическая проза] Минск: Мастацкая літаратура, 1997.

## Экранизации
- 1968 — Надпись на срубе — короткометражный фильм по одноимённому рассказу

## Память
В честь Янки Брыля названа улица в Минске, и Гдыне.
26 сентября 2007 года улице в Московском районе Минска присвоено имя Янки Брыля.
26 августа 2009 года одной из улиц Гдыни было присвоено имя Янки Брыля.

## Список используемой литературы
Птицы и гнезда: Избранное / Янка Брыль. — Минск: Художественная литература, 2006. — 463 с. — (Белорусская проза XX века).
Заветный: выберите. телевидение / Янка Брыль; [предм. С. Андраюк; комментарий. Н. Семашкевич]. — Минск: Беллитфонд, 1999. — 442 с., [4] с. толстый. — (Белорусский книжный сборник).
Птицы и гнезда: кн. одна юность: роман; Золак, вид издалека: рассказ: [за ст. школа возраст] / Янка Брыль. — Минск: Ураджай, 2001. — 447 с., 1 л. часть : ил. — (Школьная библиотека).
Ты мой лучший друг : рассказы и повести : [по ст. школа возраст] / Янка Брыль; [предм. С. А. Андраюк]. — Минск: Полымя, 1998. — 446 с., 1 л. часть : ил. — (Школьная библиотека).
Где твоё сокровище: лирика. проза / Янка Брыль. — Минск: Художественная литература, 1997. — 334 с.
С людьми и наедине: записи, миниатюры, очерки / Янка Брыль. — Минск: Художественная литература, 2003. — 333 с.
Пути, дороги, просторы: лирика. эскизы: [для ст. школа возраст] / Янка Брыль. — Минск: Юнацтва, 2001. — 238 с., 1 л. часть
Чудеса в избе : рассказы: [по рис. школа возраст] / Янка Брыль; [мачта. М. С. Будавей]. — Минск: Молодежь, 1998. — 111 с. : каляр. ил.
Нижние Байдуны. Избранные произведения / Моя белорусская книга — Минск: Попурри, 2016. — 463 с. ISBN 978-985-15-2807-9

## В филателии

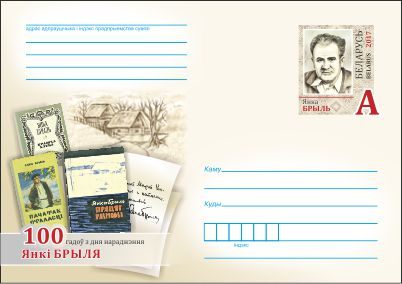
Канверт з арыгінальнай маркай Беларусі, прысвечаны 100-годдзю з дня нараджэння Янкі Брыля (2017 год)
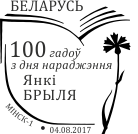
Спецыяльны паштовы штэмпель Беларусі, прысвечаны 100-годдзю з дня нараджэння Янкі Брыля (2017 год)